# LHS 1723
LHS 1723（GJ 3323）とは、天の赤道付近のエリダヌス座に存在する単一の恒星で、肉眼の恒星エリダヌス座プサイ星から北西の方向に約0.4°離れた位置に見える。見かけの等級12.20で肉眼で観測することは出来ない。年周視差の測定により、太陽から約17.5光年の位置に存在していると推定されている。視線速度+42.3km/sで遠ざかっている。およそ104,000年前、LHS 1723は2.25 ± 0.05パーセク (7.34 ± 0.16 ly)の距離で太陽系に接近したと考えられている。
LHS 1723のスペクトル分類はM4.0Veで、これはスペクトル線がスペクトルに現れる赤色矮星であることを示している。それは完全な対流であり、X線放射源である。太陽質量の17%、太陽半径の19%を持ち、太陽光度のわずか0.4%を放射している。

## 観測の歴史
この恒星の発見名はLP 656-38で、これはその発見が1963年から1981年の間にミネアポリスのミネソタ大学ツインシティー校で公表されたことを示している。「LP」とは、ウィレム・ヤコブ・ルイテンとパロマー天文台を意味している。
LHS 1723は、少なくとも1979年に、高固有運動天体のカタログであるLHS及びNLTTがウィレム・ヤコブ・ルイテンによって公表され、この恒星がこれらのカタログに含まれていたときには知られている。

### 距離測定
1982年にヴィルヘルム・グリーゼはLHS 1723（161mas）の測定距離を公表し、1991年にはグリーゼとハルトムート・ヤーライスによるグリーゼ近傍恒星カタログの第3予備版にNN 3323（GJ 3323とも呼ばれる）として含まれた。視差は163.0±26.0 masである。
その三角視差は、RECONSチームによって公開された2006年まで不明のままであった。視差は187.92±1.26 masであった。

## 惑星系
2017年3月15日、LHS 1723の周囲を公転している2つの太陽系外惑星が高精度視線速度系外惑星探査装置（HARPS）によって検出された。内側を公転する惑星LHS 1723 bはハビタブルゾーン内を公転している可能性がある。
| 名称 （恒星に近い順） | 質量         | 軌道長半径 （天文単位） | 公転周期 (日) | 軌道離心率 | 軌道傾斜角 | 半径 |
| --------------------- | ------------ | ----------------------- | ------------- | ---------- | ---------- | ---- |
| b                     | 2.02±0.25 M⊕ | 0.03282                 | 5.3636±0.0007 | 0.23±011   | —          | —    |
| c                     | 2.31±0.50 M⊕ | 0.1264                  | 40.54±0.21    | 0.17       | —          | —    |